# Rhinopias xenops
Rhinopias xenops — вид скорпеноподібних риб родини скорпенових (Scorpaenidae).

## Поширення
Вид зустрічається у Тихому океані біля Гавайських островів та Японії.

## Опис
Риба дрібного розміру, завдовжки до 15,3 см. Забарвлення мінливе, від білого до червоного кольору, залежить від середовища проживання.

## Спосіб життя
Це морський, тропічний, демерсальний вид, що мешкає на коралових рифах на глибині до 125 м. Активний хижак, що живиться дрібною рибою та ракоподібними.